# Cyathus pygmaeus
Cyathus pygmaeus är en svampart som beskrevs av Lloyd 1906. Cyathus pygmaeus ingår i släktet Cyathus och familjen Agaricaceae.   Inga underarter finns listade i Catalogue of Life.